# 大井貞清
大井 貞清（おおい さだきよ）は、戦国時代の武将。信濃国佐久郡内山城主。信濃源氏小笠原氏の庶流大井氏の庶流・岩村田大井氏。三兄・貞隆の嗣子となっている。

## 概要
甲斐国の武田晴信（信玄）は天文10年（1541年）に家督を継承すると信濃侵攻を本格化させ、天文11年に諏訪郡を征圧すると、天文12年（1543年）9月17日には小県郡長窪城を陥落させ、貞清の養父である貞隆は武田方に捕縛され、甲府へ護送された（『高白斎記』）。貞清は岩村田大井氏の名跡を継承する。
天文15年（1546年）5月3日、武田方が佐久郡侵攻を開始すると貞清は内山城において抵抗するが、同月21日に内山城は落城し貞清は野沢（現・佐久市）に逃れ、その翌年4月16日に武田氏に降伏した。同年7月18日に貞清は子・貞重と共に甲府へ出仕し、城代には武田家臣の上原伊賀守（小山田虎満、備中守）が任じられた。
武田氏従属後も上野国の関東管領上杉憲政や信濃葛尾城主の村上義清に通じていたと言われ、同17年（1548年）に両者の同盟を仲介し、更に2月13日に上野国衆である小林平四郎に当郷（現・青木村）で100貫文の知行宛行を約束した。しかしこれらの工作活動はうまくいかず、最終的に武田氏に完全に従属した。
天文20年（1551年）3月10日に武田氏より内山城への配属を命じられ、上原虎満と交代で内山城代となった。しかし同年9月20日に解任され、再び虎満が内山城代となっている。その後本領を没収されたとみられ、甲府に出仕して武田家に仕えた。
天正3年（1575年）5月21日、長篠の戦いに子の大井貞重とともに出陣し、織田信長・徳川家康連合軍と戦うが討死した。　